# فؤاد بچیرو
فؤاد بچیرو (انگلیسی: Fouad Bachirou؛ زادهٔ ۱۵ آوریل ۱۹۹۰) بازیکن فوتبال اهل اتحاد قمر است.
از باشگاه‌هایی که در آن بازی کرده‌است می‌توان به باشگاه فوتبال اوسترشوندس اشاره کرد.
وی همچنین در تیم ملی فوتبال اتحاد قمر بازی کرده‌است.